# 魔宮傳奇
《魔宮傳奇》（英語：Indiana Jones and the Temple of Doom）是一部1984年美國動作片，由斯蒂芬·斯皮尔伯格執導，威拉德·海克與葛羅莉亞·卡茲編劇，故事構想來自乔治·卢卡斯。本片是印第安纳·瓊斯系列電影的第二作，也是第一作《法櫃奇兵》的前傳。哈里森·福特再度飾演主角印第安纳·琼斯，本作中印第安納從上海逃脫後意外來到英属印度，與他同行的有上海夜總會女歌手威莉（凯特·卡普肖飾演）和搭檔小滑溜（關繼威飾演）。在村民們的請求下，印第安納要從一幫會把活人給獻祭的图基教教徒手中，救出村民的小孩並奪回村子的神石。
本片於1984年5月23日在美國上映，全球總票房達到3.331億美元，是1984年全球票房冠軍。針對本片的影評起初褒貶不一，批評者抨擊本片過於暴力黑暗、劇情單薄粗俗，讚賞者則認為本片娛樂性十足。本片對印度的描寫引發爭議。電影在美國上映分為PG級（約等於普遍級），但因被抱怨太過暴力，促使美國電影協會（MPAA）成立新的分級PG-13（約等於輔導級）。電影入圍奧斯卡金像獎最佳原創音樂，榮獲最佳視覺效果獎。本片的續集《聖戰奇兵》於1989年上映。

## 劇情大綱
1935年，在上海的夜總會，美國考古學家印第安纳·琼斯以他找到的努尔哈赤遺骸和犯罪首領遼清交換寶石，但遭到背叛。印第安纳和孤兒幫手小滑溜及夜總會歌手威莉·史高一同逃出上海，不料卻坐上了遼清的飛機。飛機駕駛使飛機墜落並跳傘逃生，但印第安納、威莉和小滑溜在飛機墜毀前利用充氣筏逃了出來。三人沿著喜马拉雅山脉的山坡一路向下，最後到達一座印度村莊。村民們認為印第安纳是希瓦神派來的幫手，請他幫忙找回失竊的神石「西瓦靈格」和被擄走的小孩們，而幹出這一切的兇手是佔據蟠閣宮（Pankot Palace）的邪惡勢力。印第安纳猜測這塊神石是印度教諸神賜予人類的五塊桑卡拉石之一，可用來對抗邪惡。來到蟠閣宮，印第安纳、小滑溜與威莉受到熱烈歡迎，並以客人的身分留宿一晚，參加年輕大君薩拉辛舉辦的晚宴。
夜裡，瓊斯遭到一名刺客襲擊，將刺客擊斃後發現宮殿下面有隧道，於是和小滑溜及威莉一起下去探索。三人發現图基教徒正在進行人祭。邪教份子擁有三塊桑卡拉石，他們綁架了村民們的孩子，奴役他們尋找剩下的桑卡拉石。三人嘗試奪回村莊的神石，但被教徒們一網打盡。大祭司摩拉雷強迫印第安纳喝下號稱是卡里之血的藥水，使他進入稱作「黑色睡眠」的恍惚狀態，試圖操控他將威莉獻祭。小滑溜也被迫在礦道裡工作，逃脫後他將印第安纳從恍惚狀態中解救出來，打斷了獻祭儀式。
三人打倒不少教徒，帶走所有桑卡拉石，並解放了孩子們。摩拉雷嘗試在礦道中用大水淹死三人，不過三人成功逃到外頭。三人走過河上的一座索橋時，摩拉雷再次伏擊了他們，印第安纳將橋砍成兩段，使一些邪教徒掉進了鱷魚出沒的河水中。當印第安纳三人和摩拉雷在斷橋上奮力掙扎時，印第安纳向湿婆之名祈禱，導致桑卡拉石燒穿了他的背包。摩拉雷試圖抓住一塊掉落的桑卡拉石，結果掉進了河裡，被鱷魚吞食。英属印度陆军趕到，打敗了剩餘的邪教徒，印第安纳、小滑溜及威莉回到了村子，並交出了村子的神石。看著村民們與他們的孩子團聚，印第安纳和威莉擁吻。

## 演員
- 哈里森·福特飾演印第安纳·琼斯：考古學家兼冒險家。
- 凯特·卡普肖飾演威莉·史高（Willie Scott）：美籍夜總會歌手，因故被捲入了印第安納的冒險。
- 關繼威飾演小滑溜（Short Round）：華人小孩，印第安纳的搭檔。
- 亞姆列殊·普利飾演摩拉雷（Mola Ram）：图基教祭司，主導人祭儀式。
- 羅尚·賽斯（英语：Roshan Seth）飾演查德勞（Chattar Lal）：蟠閣宮大君的首相，背地裡是图基教信徒。
- 菲利浦·史東（英语：Philip Stone）飾演布巴特（Captain Philip Blumburtt），英属印度陆军軍官，定期監視蟠閣宮及周遭一帶。

除上述之外，喬宏飾演上海犯罪首領遼清，他和兩個兒子Chen（Chua Kah Joo飾演）與Kao Kan（里克·扬飾演）在電影開頭與印第安纳交手。David Yip在本片獻出銀幕首秀，飾演和印第安納出生入死的朋友吳漢（Wu Han），於開頭死於遼清槍下。Raj Singh飾演蟠閣宮的年輕大君薩拉辛（Zalim Singh），D. R. Nanayakkara飾演印度村子的薩滿（Shaman），Denawaka Hamine與Iranganie Serasinghe飾演村莊裡的女人。職業摔角手帕特·羅奇飾演一名擔任監工的图基教教徒，與印第安納有一場肢體打鬥。羅奇在上一集也有出現，飾演和印第安纳肉搏的德軍技工以及魁武雪巴人。丹·艾克洛德飾演在上海接應印第安纳上飛機的韋柏（Weber）。斯蒂芬·斯皮尔伯格、乔治·卢卡斯、法蘭克·馬歇爾與凱斯琳·甘迺迪在上海的機場客串出現。

## 製作團隊
取自片頭製作人員名單：
- 導演：斯蒂芬·斯皮尔伯格
- 製片人：勞勃·華茲（英语：Robert Watts）
- 劇本：威拉德·海克（英语：Willard Huyck）、葛羅莉亞·卡茲（英语：Gloria Katz）
- 故事：乔治·卢卡斯
- 執行製片人：乔治·卢卡斯、法蘭克·馬歇爾
- 攝影指導：道格拉斯·史洛康比（英语：Douglas Slocombe）
- 剪輯：麥可·卡恩（英语：Michael Kahn (film editor)）
- 音樂：約翰·威廉斯
- 剪輯：麥可·卡恩（英语：Michael Kahn (film editor)）
- 攝影指導：道格拉斯·史洛康比（英语：Douglas Slocombe）
- 美術設計：艾略特·史考特（英语：Elliot Scott）
- 服裝設計：安東尼·鮑爾（英语：Anthony Powell (designer)）
- 聯合製片人：凱斯琳·甘迺迪
- 製片公司：卢卡斯影业
- 出品：派拉蒙影業

## 製作過程

### 構思與編劇
早在要製作《法櫃奇兵》時，發起人喬治·盧卡斯便已決定要製作三部曲，他在第一次找斯蒂芬·斯皮尔伯格拍攝《法櫃奇兵》時自稱心中已有三個故事，若史匹柏執導了第一部，那就要三部都導。史匹柏答應了，且主要製作人員都簽了三部電影的合約。在拍完《法櫃奇兵》後，盧卡斯與史匹柏分別投入製作《帝國大反擊》和《E.T.外星人》，直到《法櫃奇兵》上映兩個月後才開始著手準備續集。然而盧卡斯其實沒有三個故事，他們還必須創作後續的情節。盧卡斯將電影的背景年份設定得比第一集早，避免重復把納粹當成反派。在構思故事的過程中，盧卡斯設想了一個開場追逐戲：印第安纳·琼斯在中國的长城上騎著摩托車，隨後發現了一個失落的世界：一個恐龍生存的隱秘山谷。另一個想法是以孙悟空作為情節裝置。然而，中國當局拒絕讓劇組在中國拍攝，場景設定不得不更改。
盧卡斯向史匹柏提出的故事是以一座蘇格蘭的鬧鬼城堡為主軸，但史匹柏認為這與《鬼哭神號》過於相似。兩人多次討論後，盧卡斯將場景換成印度的一座邪靈作祟的寺廟，且概念涉及奴役兒童和從事人祭儀式的邪教。盧卡斯邀請《法櫃奇兵》編劇勞倫斯·卡斯丹撰寫續集劇本，但遭到拒絕，他於是聘請曾合作過《美國風情畫》的編劇夫妻檔威拉德·海克和葛羅莉亞·卡茲，這兩人對印度也頗有了解。卡斯丹後來表示：「我不想和《魔宮傳奇》扯上關係，我覺得那部片太可怕了，有夠無情，沒有什麼討人喜歡之處。我認為《魔宮傳奇》代表了他們（盧卡斯和史匹柏）生活中的一段混亂時期，這部電影非常醜陋和刻薄。」
1982年春季，海克和卡茲在天行者牧場與盧卡斯和史匹柏花了四天討論故事。早期的劇情構想由盧卡斯的兩個想法組成：印第安納將找回一座村莊失竊的某樣東西，並決定是否將其歸還；影片將從中國開始，一直拍到印度。四天討論期間，盧卡斯、史匹柏、卡茨和赫伊克相當注意如何在解釋图基教的同時讓觀眾不失興味。海克和卡茲提議拍攝獵老虎的戲碼，但沒有足夠時間拍攝獵，最終決定改用晚宴橋段代替，包括吃蟲子、猴脑等等的情節。卡茲說：「史蒂夫和喬治的反應和小孩沒兩樣，所以他們的想法是弄得盡可能地惡心。」另一方面，諸如在上海的打鬥場面、用充氣筏從從飛機逃生以及礦車追逐等場景都來自《法櫃奇兵》的早期劇本。如同印第安納之名取自盧卡斯的狗，威莉（Willie）這個角色是以史匹柏的美国可卡犬命名，而小滑溜（Short Round）則是以海克的狗命名，牠的名字出自電影《》內的角色。
討論活動結束後，盧卡斯將一份長20頁打字紙、名為《Indiana Jones and the Temple of Death》的故事綱要（日期註記為1982年5月30日）交給了海克和卡茲，讓他們改寫成電影劇本。盧卡斯也將一份長達500頁的對話錄音記錄寄給海克和卡茲，當作輔助。劇本第一稿標記於1982年8月1月完成，卡茲表示：「史蒂芬剛推出一部無比成功的電影（《E.T.外星人》），喬治不想失去他。他迫切希望史蒂芬能執導《魔宮傳奇》。我們面臨著很大的壓力，必須寫劇本寫得飛快，這樣才能留住史蒂芬。」第一稿的修飾稿於標記於9月13日完成，在劇組進行前期制作的同時，海克和卡茲持續改寫劇本，以產出拍攝用劇本。兩份稿子分別標記完成於3月1日和4月10日，其中第二份稿子將片名從《Temple of Death》改成《Temple of Doom》。

### 前期製作
1982年11月，執行製片人法蘭克·馬歇爾和製片人勞勃·華茲前往印度進行勘景之旅，除了物色取景地外，也嘗試取得拍片許可。勘景團隊在印度北部找到了所有他們需要的取景地，包含用來當作蟠閣宮的齋浦爾寺廟。但是當地政府認為劇本具有冒犯性，而拒絕讓劇組在印度北部拍片。馬歇爾說明道：「原本場景將在印度的一座令人驚奇的宮殿中拍攝。他們要求我們寄一份劇本，我們照做了，並且想說這不會是什麼問題。但由於摩拉雷和图基教徒們的巫毒要素，印度政府有些猶豫要不要給我們許可。他們要我們做這做那，比如說不要使用『Maharajah』（大君）這個詞，也不想讓我們在我們選定的特定寺廟拍攝。印度政府要求針對劇本和終剪版進行修改。」
因為在印度拍攝被拒絕，馬歇爾等人只好另尋他處。此時美術指導艾略特·史考特也加入了尋找的行列，前作美術指導諾曼·雷諾斯因為要參與《星際大戰六部曲：絕地大反攻》的製作而無法回歸，而推薦其師父史考特接手續集。馬歇爾等人找到了當時少有拍攝團隊踏足的小國斯里蘭卡，發現當地應有盡有，有雨林、河流、峽谷，甚至還有小型的電影產業可提供人手，史考特也選了個合適的村莊。斯里蘭卡獨缺蟠閣宮的拍攝處，劇組決定使用接景和搭景的手法來解決。對於上海的戲，因為中國已經拒絕拍片，劇組考慮過香港，但史考特稱香港充斥摩天大樓和水泥建築，最後改在葡屬澳門（今澳門）拍攝。另一方面，在美國，史匹柏與史考特和分鏡人員一同進行準備工作。史匹柏先從電影的約十個主鏡頭開始編排，這麼一來比較好規劃橋段分配和鏡頭切換點。史考特打造了場景的迷你模型，史匹柏便可拿著相機試拍。第一份分鏡約在1983年2月產出，後續又做了多番修訂。
1983年1月1日，派拉蒙影業與盧卡斯影業簽下了《魔宮傳奇》的合作協約。2月1日，史匹柏和盧卡斯分別簽約擔任導演和執行製片人。選角過程面臨較多挫折。凯特·卡普肖獲選飾演威莉之前，有超過120個女演員為威莉試鏡，但並沒有合適人選。卡普肖的經紀人與本片的選角導演認識並建議讓卡普肖試試，卡普肖本來因志趣不合而想拒絕，但被經紀人說服。史匹柏錄下卡普肖的表現並拿給福特看，兩人都贊成由卡普肖飾演威莉，最後卡普肖在1983年3月1日簽了約。對於小滑溜一角，選角導演麥克·芬頓（Mike Fenton）跑遍全球都一無所獲，最後在洛杉磯找到了當時12歲的關繼威，於1983年4月初簽下了他。據關繼威表示，當時劇組在他的小學舉辦公開徵選（open call），符合條件的男生都去參加試鏡，當中包含他弟。關繼威在弟弟試鏡時在攝影機後面給予指示，選角導演注意到他並給他一個機會。關繼威對英語並不熟稔，也不認識史匹柏等人，不過史匹柏喜歡他的個性，稱「像是一個50歲的人棲身於12歲的身體裡」。

### 主體拍攝
由於未取得在印度拍攝的許可，劇組只能在斯里蘭卡拍片，其他鏡頭則在英國埃尔斯特里制片厂的攝影棚拍攝，藍幕鏡頭由光影魔幻工業完成。根據史匹柏的說法，全片有20%是在外取景，其餘80%都是在攝影棚拍攝。主体拍摄於1983年4月18日開始，預定於8月26日結束，預計為期93天。主体拍摄的第一站是斯里蘭卡的康提，劇組在當地拍攝了村莊和繩索吊橋的戲，也在烏達瓦塔凱勒保護區拍攝雨林的外景戲。如何搭建電影中的繩索吊橋一度是劇組面臨的大難題，不過附近正好有一群在建造維多利亞水壩的保富集團人員，劇組便請他們搭吊橋。劇組後來用爆破的方式拍攝橋斷掉的戲，印第安納與摩拉雷抓著斷橋並纏鬥的部分則之後在攝影棚拍攝。在斯里蘭卡，熱天氣、濕度和飲食讓許多成員身體不適，有的成員至離開當地後仍受斑疹傷寒和肝病所苦。另一方面，第二攝影組花費六天在澳門拍攝上海的戲，隨後至斯里蘭卡與第一攝製組會合。

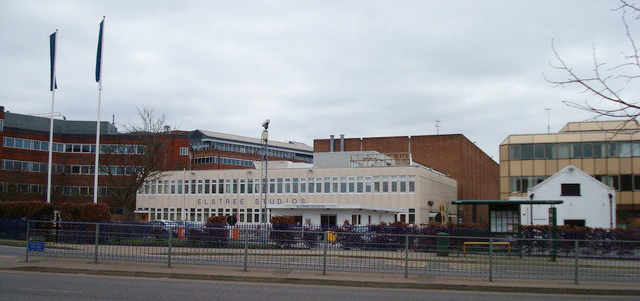
埃尔斯特里制片厂（摄于2009年）用於拍攝魔宮等布景

1983年5月5日，劇組到埃尔斯特里制片厂繼續拍攝。制片厂的九個攝影棚全都由《魔宮傳奇》使用，有八個用於布景，剩下一個當成工作坊（workroom）。比爾·威爾奇（Bill Welch）繼《法櫃奇兵》後再度操刀本片的搭景，根據製作紀錄，搭景共使用了5000張片（sheet）的膠合板、700,000英尺（210,000）的木料和250噸的灰泥。5月時主要拍攝魔宮的部分，魔宮的布景非常得大，彷彿歌劇廳一般，攝影指導道格拉斯·史洛康比使用了大量燈光照明，並在燈上覆上紅色凝膠，呈現火光的感覺。對於拍攝充斥蟲與機關的魔宮通道，第二攝影組收集了5萬隻蟑螂和3萬隻甲蟲，每次拍攝約會用到兩千至三千隻蟲。馬歇爾回憶說：「在拍攝蟲子的場景時，工作人員回家後會發現頭髮、衣服和鞋子上都有蟲子。」
哈里遜有椎間盤突出症的老毛病，在拍攝本片時因為騎大象和其他特技而引發疼痛。6月20日，哈里遜在拍攝瓊斯卧室裡有刺客的戲碼時，因使出翻筋斗而引發椎間盤突出症，隔天便被送往他處治療，直到8月8日才回歸片場。在哈里遜缺席期間，史匹柏仍沒停止製作，這在電影界並不常見。史匹柏設法先拍要用特技替身的橋段，等待哈里遜回歸後再拍他的特写鏡頭。史洛康比後來也因發燒而掛了病號，在6月24日至7月7日間都休息養病。7月19日至8月1日，第二攝影組到各地用替身拍戲，史匹柏也一個個前往查看。期間，逃生筏的戲在猛瑪山滑雪區和图奥勒米河拍攝，該橋段之後也在外景補拍階段於美利堅河和蛇河峽谷拍攝。
哈里遜回歸後，史匹柏在8月拍攝礦車追逐的戲。整段戲結合了真實大小的雲霄飛車，以及運用定格动画手法的比例模型。對於比例模型，劇組用錫紙搭起了一呎寬的隧道，並使用人偶來代替演員。儘管拍攝過程中問題頻出，主體拍攝仍如期在8月26日完成，尚有75個場景要由光影魔幻工業完成，以及15天的美國拍攝行程。

### 補拍與後製
1983年8月29日起，劇組在光影魔幻工業的攝影棚開始補拍，至隔年1月27日完成。史匹柏和盧卡斯都認為初剪的115分鐘電影「節奏太快」，於是史匹柏多拍了幾個接景鏡頭，讓觀眾有喘息空間。除了攝影棚內的補拍外，劇組也做了一些外景補拍，拍攝地點包含充當北京的機場的漢米爾頓空軍基地，以及用以拍攝短吻鱷橋段的鱷魚樂園和聖奧古斯丁鱷魚農場動物公園。約翰·威廉斯繼《法櫃奇兵》後操刀本片的配樂。配樂於米高梅處錄製，由洛杉磯愛樂樂團演奏，約在1984年4月6日錄製完成。本片的最終預算是28,175,356美元，這筆約2800萬的預算比《法櫃奇兵》多出將近800萬。

## 上映與票房
1984年5月22日星期二，《魔宮傳奇》在曼恩中國戲院首映。隔天起本片便於美國院線上映，共有1,687影院放映該片。星期三至星期日加上陣亡將士紀念日放假，本片在首週六天的表現幾乎打破所有《絕地大反攻》先前創下的紀錄，包含首週票房和單日票房。本片的首周票房為4226萬美元，超越《絕地大反攻》的4110萬美元，星期日的單日票房932萬票房也贏過《絕地大反攻》的單日840萬美元紀錄。最終，電影的北美總票房為1.8億美元，其他地區為1.531億美元，總計全球票房為3.331億美元。本片的北美總票房為年度第三，僅次於《比佛利山警探》和《魔鬼剋星》，若論全球票房則排名年度冠軍。

## 迴響

### 影評
| 綜合得分                              | 綜合得分 |
| 來源                                  | 評分     |
| ------------------------------------- | -------- |
|                                       | 57/100   |
| 爛番茄                                | 77/100   |
| 評論得分                              |          |
| 來源                                  | 評分     |
| 《芝加哥太陽報》（1984年）            | [ 54 ]   |
| 《星辰論壇報》（2006年）              | [ 55 ]   |
| 《雷納德·馬爾丁的電影指南》（2010年） | [ 56 ]   |

《魔宮傳奇》在剛上映時遭到影評人給予褒貶不一的評價。影評人指出電影的冒險場面數量比前作有過之而無不及，這導致有些影評人抱怨電影令人喘不過氣。也有影評人批評電影單薄、惡趣味且黑暗。
影評人罗杰·埃伯特給予該片四星滿分，稱之為「繼《法櫃奇兵》之後最刺激、最奇妙、最傻氣且最浪漫的冒險電影，比起續集不如說是一部與前作平起平坐的電影，而這可是很大的稱讚。不愧為一次觀影體驗。」文森·坎比覺得本片「因為不成形而無法在有趣程度上比肩《法櫃奇兵》，但成不成形也許無關緊要。以前時候分成15部分的連環電影也沒有形狀可言。那些片子就只是情節一波接著一波，《魔宮傳奇》也是這麼做，還用上幽默和創新技術。」
《綜藝雜誌》的陶德·麥卡錫認為本片是令人失望的續集，史匹柏加入更多的刺激元素，但只起到令人疲憊和麻木的效果。《衛報》的德瑞克·麥坎將本片概括為「總長兩小時且沒有仔細銜接的一連串追逐戲，（中略）一直坐在電影院座位的邊緣讓你屁股痠疼，腦子也麻木了。」《觀察家報》刊載了菲利浦·法蘭西的評論，稱本片為「一部單薄、調皮、毫不雅致的作品。」《芝加哥讀者報》的戴夫·克爾表示：「這部電影暴露的人類衝動，僅止於一個十歲男孩試圖讓襁褓中的小妹感到噁心、而把一隻死蟲吊在她的面前。」《人物》的雷夫·諾瓦克（Ralph Novak）責備道：「廣告寫說『這部片對幼童可能太刺激』，這番說詞簡直是謊言。沒有父母應該讓孩子看這部給人創傷的電影；那將是電影形式的虐待兒童。就連哈里森·福特都被要求搧關繼威耳光和奚落卡普肖。電影和英雄扯不上關係，只有兩名反派；其名為史蒂芬·史匹柏和喬治·盧卡斯。」
2006年，《星辰論壇報》的柯林·科維特（Colin Covert）評論《魔宮傳奇》「更蠢、包含黑暗的暴力色彩且有點故意通俗，但依然樂趣十足」。雷納德·馬爾丁在2010年版的電影指南中批評《魔宮傳奇》「讓人頭痛」且「從不給觀眾喘息的機會」，並不滿刻意令人噁心的部分。2014年，《Time Out》讓電影工作者票選最棒的動作電影，《魔宮傳奇》是第71名。導演昆汀·塔伦蒂诺曾表示本片是他最喜歡的印第安那瓊斯電影。
時至2023年，本片的整體評價趨於正面。匯總網站爛番茄收集138份評論文章，其中有106份給出了「新鮮」的正面評價，「新鮮度」為77%，平均得分7.40（最高10分），該網站的共識評價寫道：「《魔宮傳奇》對某些人來說也許過於黑暗，但仍是一次巧妙的冒險奇觀，並讓一支好萊塢頂尖製片團隊以最經典的型態大展身手。」另一網站Metacritic上收集的14篇評論中則有7篇好評，1篇差評，6篇褒貶不一，綜合評分57（最高100），表示「褒貶不一或口碑中庸」。

### 獎項
註：按頒獎日期排序。
| 獎名/影展名    | 頒獎日期      | 獎項           | 入圍者                                                     | 結果 | 來源   |
| -------------- | ------------- | -------------- | ---------------------------------------------------------- | ---- | ------ |
| 英国电影学院奖 | 1985年3月5日  | 最佳攝影       | 道格拉斯·史洛康比                                          | 提名 | [ 67 ] |
| 英国电影学院奖 | 1985年3月5日  | 最佳剪輯       | 麥可·卡恩                                                  | 提名 | [ 67 ] |
| 英国电影学院奖 | 1985年3月5日  | 最佳音效       | 班·伯特、賽門·凱耶、勞瑞爾·拉德維奇（Laurel Ladevich）     | 提名 | [ 67 ] |
| 英国电影学院奖 | 1985年3月5日  | 最佳特效       | 丹尼斯·穆蘭、喬治·吉布斯、麥可·J·麥克阿利斯特、洛恩·彼得森 | 獲獎 | [ 67 ] |
| 奥斯卡金像奖   | 1985年3月25日 | 最佳原創音樂   | 約翰·威廉斯                                                | 提名 | [ 68 ] |
| 奥斯卡金像奖   | 1985年3月25日 | 最佳視覺效果   | 丹尼斯·穆蘭、麥可·J·麥克阿利斯特、洛恩·彼得森、喬治·吉布斯 | 獲獎 | [ 68 ] |
| 土星獎         | 1985年6月9日  | 最佳奇幻電影   | 《魔宮奇兵》                                               | 提名 | [ 69 ] |
| 土星獎         | 1985年6月9日  | 最佳導演       | 斯蒂芬·斯皮尔伯格                                          | 提名 | [ 69 ] |
| 土星獎         | 1985年6月9日  | 最佳電影男主角 | 哈里森·福特                                                | 提名 | [ 69 ] |
| 土星獎         | 1985年6月9日  | 最佳年輕男演員 | 關繼威                                                     | 提名 | [ 69 ] |
| 土星獎         | 1985年6月9日  | 最佳編劇       | 威拉德·海克、葛羅莉亞·卡茲                                 | 提名 | [ 69 ] |
| 土星獎         | 1985年6月9日  | 最佳服裝設計   | 安東尼·鮑爾                                                | 提名 | [ 69 ] |
| 土星獎         | 1985年6月9日  | 最佳化妝       | 湯姆·史密斯                                                | 提名 | [ 69 ] |

## 爭議與後續
本片對印度的描寫引發爭議，並暫時遭到印度封殺，並未上映，後來才以家用媒體的型式在當地發行。在西雅圖，約三十至五十人的小型抗議團體抗議本片，指稱本片裡的印度人不是一副無助就是邪惡。包含Yvette Rosser在內的學者批評本片使美國觀眾對印度產生不準確的印象，Rosser表示：「許多教師似乎把該片當作對印度的有效描繪，因為大量接受調查的學生抱怨教師提到吃猴腦。」飾演查德勞的演員羅尚·賽斯則指出，晚餐橋段是個搞砸了的笑話：「史蒂芬本想當成一個笑話，即印度人很聰明，知道所有西方人都以為印度人吃蟑螂，便端出西方人所預期的菜色。以這部片來說，這笑話太難察覺了。」另一個飽受批評的方面在於電影的白人救世主情節。
另一方面，一些影評人和家長大力抨擊本片以PG級電影而言太過暴力，連帶出現對分級制度的討論。史匹柏也建議美國電影協會（MPAA）調整分級制度，新增一個介於PG級和R級之間的分級。MPAA最後在《魔宮傳奇》上映兩個月後推出了新的分級「PG-13」。在英國，為了符合PG級的規範，《魔宮傳奇》遭到刪減。五年後，英國電影分級委員會（BBFC）跟進美國的作法，推出了12級的新分級。2012年，《魔宮傳奇》的一刀未剪版在英國便被評為12級。
第二集的風格比《法櫃奇兵》還要更黑暗，史匹柏和盧卡斯在日後都把這點歸咎於當時與另一半分手後的個人情緒。史匹柏在1989年表示，他對《魔宮傳奇》絲毫沒有歡喜之情：「那部片太黑暗、太地下，而且太恐怖。我比之為超過惡作劇程度的《鬼哭神號》。《魔宮傳奇》裡幾乎沒有我個人的感受。」史匹柏也曾稱，《魔宮傳奇》是三部曲裡他最不喜歡的一部，拍那部片最棒的事情是他遇見未來的妻子卡普肖。

## 家用媒體
本片的卡式录音带於1986年聖誕節發售，零售價為29.95美元，並以140萬套的銷量創下記錄，至1986年才由《捍衛戰士》超越。2003年，三部曲的DVD同時發行。2012年，推出三部曲和《印第安納瓊斯：水晶骷髏王國》的藍光光碟套裝盒組。2021年，四部電影的超高清蓝光光碟套裝問世，皆是透過掃描原始底片製作的4K修復版。

## 相關書籍
- Huyck, Willard; Katz, Gloria. . Ballantine Books（英语：Ballantine Books）. October 1984. ISBN 0-345-31878-1 –Internet Archive （英语）.
- Kahn, James. . novelization of the film. Ballantine Books（英语：Ballantine Books）. May 1984. ISBN 978-0-345-31457-4 –Internet Archive （英语）.

## 備註
註釋
1. ↑  本片和《小精靈》最初在美國上映時都是分為「PG」而非「PG-13」[80][81]，第一部正式被分為PG-13的電影是《火烈鳥少年》[82]，而第一部正式上映的PG-13電影是《赤色黎明》[79]。

原文
1. ↑  原文：
2. ↑  原文：
3. ↑  原文：
4. ↑  原文：
5. ↑  原文：
6. ↑  原文：
7. ↑  原文：
8. ↑  原文：
9. ↑  原文：
10. ↑  原文：
11. ↑  原文：
12. ↑  原文：

### 引用作品
書籍
- Baxter, John. . Avon Books（英语：Avon (publishers)）. 1999. ISBN 0-380-97833-4 –Internet Archive （英语）.
  - 第22章：. : 332–341.
- McBride, Joseph. . New York City: 费伯出版社. 1997. ISBN 0-571-19177-0 –Internet Archive （英语）.
  - 第13章：. : 323–358.
- Rinzler, J. W.; Bouzereau, Laurent. . Ebury Publishing（英语：Ebury Publishing）. 2008-01-01. ISBN 978-0-09-192661-8 （英语）.
  - 第6章：. : 129–141.
  - 第7章：. : 142—167.
  - 第8章：. : 168—183.
- Leonard, Maltin. . PENGUIN group. 2010-09-24  [2016-12-22]. ISBN 9780451227645 –Internet Arcvhie.

雜誌與期刊
- Elkins, Merry. . American Cinematographer（英语：American Cinematographer）. July 1984, 65 (7): 51–55, 57, 59–60  [2023-09-03]. （原始内容存档于2023-09-03） （英语）.

## 額外資料
書籍
- Puri, Amrish.  1st. Stellar Publishers. 2013-06-18 （英语）.
- Hearn, Marcus. . Harry N. Abrams Inc（英语：Harry N. Abrams, Inc.）. 2005. ISBN 0-8109-4968-7 –Internet Archive （英语）.

雜誌與期刊
- . American Cinematographer（英语：American Cinematographer）. July 1984, 65 (7): 61–75  [2023-09-03]. （原始内容存档于2023-09-03） （英语）.

影音
- (DVD). 派拉蒙影業. 2003 （英语）.
- (DVD). 派拉蒙影業. 2003 （英语）.
- (DVD). 派拉蒙影業. 2003 （英语）.
- (DVD). 派拉蒙影業. 2003 （英语）.
- (DVD). 派拉蒙影業. 2003 （英语）.

## 外部連結
- IndianaJones.com, 喬治·盧卡斯的印第安納·瓊斯網站
- 互联网电影数据库（IMDb）上《魔宮傳奇》的资料（英文）
- 爛番茄上《魔宮傳奇》的資料（英文）
- 豆瓣电影上《魔宮傳奇》的資料 （简体中文）
- Box Office Mojo上《魔宮傳奇》的資料（英文）
- Metacritic上《魔宮傳奇》的資料（英文）
- AllMovie上《魔宮傳奇》的资料（英文）